# Štednjak
Štednjak može biti električni, plinski ili kombinirani, a obično je opremljen s 3, 4 ili 6 električnih grijaćih ploča ili plinskih plamenika za kuhanje te pećnicom za pečenje. Električne grijaće ploče izrađuju se od lijevanog željeza, s gornje strane ravnog, a s donje orebrenoga, kako bi se među rebrima smjestile u spiralu uvijene i keramikom obložene žice električnog otpornika. U novije se doba grijaće spirale, mjesto u grijaće ploče, ugrađuju u jedinstvenu keramičku ploču. Električna pećnica ima grijače iznad gornje i ispod donje stijenke, a vrlo često i infragrijač za prženje, ugrađen ispod gornje stijenke, te ražanj s elektromotorom. Kod ugradbenih štednjaka grijaće su ploče odvojene od pećnice, a kadšto se izvode i kao zasebni kućni uređaji (kuhala i samostojeće pećnice).